# David et Jonathas
Pour les articles homonymes, voir David et Jonathan.
Personnages
- David (haute-contre)
- Jonathas, fils de Saül (sopraniste)
- Saül, roi des Israélites (baryton)
- Achis, roi des Philistins (basse)
- Joabel, général israélite (ténor)
- La Pythonisse (haute-contre)
- L'Ombre de Samuel (basse)

David et Jonathas, H.490, est un opéra en un prologue et cinq actes du compositeur français Marc-Antoine Charpentier. Le livret, du père François de Paule Bretonneau, S.J., s'inspire du récit de l'amitié de David et Jonathan que font les livres de Samuel dans l'Ancien Testament.

## Caractéristiques et histoire de l'œuvre
L'opéra revêt la forme de la tragédie lyrique typique de France, mais on l'a aussi qualifié de « tragédie biblique » en raison du sujet. La première eut lieu au Collège Louis-le-Grand de Paris le 28 février 1688, en même temps que la tragédie latine Saul du père Étienne Chamillard (1656-1730). Les actes de l'opéra et ceux de la pièce de théâtre alternaient, les premiers se concentrant sur les conflits psychologiques des personnages et les seconds exposant toute l'action. C'est ainsi que l'œuvre s'éloigne « du modèle lullyste par l'originalité de sa conception et de son langage : absence presque totale de récitatifs, pas de grands effets de machines, concentration de l'intérêt dramatique autour des personnages (importance des monologues) et de leur psychologie particulièrement mise en valeur par l'expressivité et la finesse de la composition musicale ». De plus, « le prologue n'est plus un simple portique à la gloire du souverain mais une véritable introduction à l'action de la tragédie qui va suivre ». L'œuvre de Charpentier eut tant de succès qu'elle fut reprise dans d'autres collèges jésuites en 1706, en 1715 et en 1741.
Le sujet de cet opéra, avec ses « arias ouvertement romantiques entre les deux personnages masculins », peut être interprété comme une allusion à la relation homosexuelle entre le duc Philippe d'Orléans, principal mécène de Charpentier, et son favori le chevalier de Lorraine, dont la famille avait également « construit et entretenu la carrière » du compositeur.
La partition est conservée grâce à une copie réalisée par André Danican Philidor, dit l'Aîné, bibliothécaire à la Cour de Versailles.
Après un peu moins de deux siècles et demi, l'œuvre fut reprise en 1981 à l'opéra de Lyon dans une mise en scène de Jean-Louis Martinoty. Elle sera programmée les années suivantes en France, en Argentine, en Australie, en Autriche, au Brésil, au Chili, en Espagne, aux Pays-Bas, au Royaume-Uni et en Suisse. Après avoir été donnée en version de concert dans la salle Alice Tully du Lincoln Center de New York en 2004, elle a eu sa première américaine à Baltimore en 2005. En décembre 2008, l'oeuvre est montée à l'opéra de Melbourne, dans une mise en scène Chas Rader-Shieber; en juillet 2012, elle est programmée au Festival d'Aix en Provence dans une mise en scène de Andreas Homoki. L'Orchestre de l'AMA à Aix-en-Provence a programmé la Marche Triomphante et le Prélude de l'acte IV dans sa saison 2017-2018.
Huit ans auparavant, en 1680, Charpentier avait déjà composé sur ce même sujet une Histoire sacrée, Mors Saülis et Jonathae, H.403.
En Italie Giacomo Carissimi a composé une Histoire sacrée, David et Jonathas, à cinq voix, deux violons, et orgue.

## Résumé
L'opéra se passe dans les montagnes de Gilboé, entre le camp des Israélites et celui des Philistins.

### Prologue
Saül, roi d'Israël, visite la Pythonisse sous un déguisement pour connaître l'issue de sa prochaine bataille contre les Philistins. La Pythonisse invoque malgré elle l'Ombre de Samuel, qui prédit à Saül qu'il perdra tout : enfants, amis, gloire, couronne.

### Acte I
Banni par la jalousie de Saül, David s'est réfugié chez les Philistins. Il retourne à leur camp après une victoire. Un chœur de guerriers, de bergers et de captifs qu'il a libérés chantent ses louanges (Marche triomphante). David souhaite seulement que Jonathas, son meilleur ami et le fils de Saül, soit sauvé, quoi qu'il arrive. Achis annonce à David que Saül et lui sont convenus de se rencontrer pour déterminer s'ils feront la paix ou la guerre.

### Acte II
Pendant la trêve, David et Jonathas se cherchent et se trouvent. Le général philistin Joabel, jaloux du premier, s'efforce de le persuader de combattre, mais en vain. Il complote contre lui et décide de dire à Saül que le projet de paix n'est qu'une ruse de David.

### Acte III
Joabel convainc facilement Saül que David trame sa ruine. Le roi accuse David de trahison, et celui-ci se retire, voyant que sa présence irrite Saül.

### Acte IV
Saül décide de combattre les Philistins et de détruire David. Les deux armées, animées par Joabel, désirent ardemment la guerre. David se sépare à regret de Jonathas en promettant qu'il fera tout son possible pour les sauver, lui et son père.

### Acte V
La bataille s'engage, et Saül perd. Jonathas est mortellement blessé et meurt dans les bras de David. Saül se jette sur sa propre épée pour éviter la capture. Achis apprend à David que Saül lui cède ainsi son royaume, mais cette nouvelle ne le console guère d'avoir tout perdu en perdant Jonathas.

## Représentations
1688- Collège Louis-le-Grand, Paris (25 février).
1981 - Opéra de Lyon (19,20,22,24,25,27 février et 3 mars), direction Michel Corboz, mise en scène Jean-Louis Martinoty, Paul Esswood (David), Colette Alliot-Lugaz (Jonathas).
2004 - Montagne-au-Perche (Carré du Perche 04/09), Chapelle Royale du Château de Versailles (06/09), Lucerne (Salle blanche 12/09), Philharmonie de Paris (18/09), Buenos Aires (Théâtre Colon 22/09), Santiago du Chili (Teatro Municipal 26/09), Rio de Janeiro (Teatro Municipal 28/09), Sao Paulo (Sala Sao Paulo 01/10), direction William Christie, mise en scène Rita de Letteriis. Cyril Auvity (David), Maud Gnidzaz (Jonathas).
2004 - Théâtre des Champs Élysées, Paris (20 mars), direction Emmanuelle Haïm, version de concert, Mark Padmore (David), Jaël Azzerreti (Jonathas).
2008 - Opéra de Melbourne (3,6,7,8 décembre), direction Antony Walker, mise en scène Chas Rader-Shieber, Wanders J Dahlin (David), Sara Macliver (Jonathas).
2012 - Festival d’Aix-en-Provence (6,9,11,13,16,19 juillet), direction William Christie, mise en scène Andréas Homoki, Pascal Charbonneau (David), Ana Quintana (Jonathas).
2014 - Tourcoing - Église Saint Christophe, Atelier Lyrique de Tourcoing (10, 12 octobre), direction Dominique Visse, version de concert, Pascal Charbonneau (David),  Amel Brahim-Djelloul (Jonathas).
2021 - Opéra Royal du Château de Versailles (21 juillet), direction Olivier Schneebeli, Clément Debieuvre (David), Natacha Boucher (Jonathas).
2022 - Chapelle Royale du Château de Versailles (10,11,12 novembre), direction Gaëtan Jarry, mise en scène Marshall Pynkoski, costumes de Christian Lacroix, chorégraphie, Jeannette Lajeunesse Zingg, Reinoud Van Mechelen (David), Caroline Arnaud (Jonathas).
2023 - Théatre de Caen (9 &11 novembre), mise en scène Jean Bellorini, Ensemble Correspondances, direction Sébastien Daucé.
2024 - Opéra national de Lorraine (14, 16 et 18 janvier), mise en scène Jean Bellorini, Ensemble Correspondances, direction Sébastien Daucé.
2024 - Théatre des Champs Élysées (18 & 19 mars), mise en scène Jean Bellorini, Ensemble Correspondances, direction Sébastien Daucé.

## Enregistrements
- David et Jonathas, Paul Esswood (David), Colette Alliot-Lugaz (Jonathas), Philippe Huttenlocher (Saül), Roger Soyer (Achis), René Jacobs (La Pythonisse), Maitrise de l'Opéra national de Lyon, English Bach Festival Baroque Orchestra, dir. Michel Corboz - 2 LP STU 71435, Erato / 2 CD ECD 71435 Erato. 1982 report 2010.
- David et Jonathas, Gérard Lesne (David), Monique Zanetti (Jonathas), Jean-François Gardeil (Saül), Bernard Deletré, l'ombre de Samuel/Achis, Jean-Paul Fouchécourt, Joabel, Dominique Visse, La Pythonisse,   Les Arts Florissants, dir. William Christie, 2 CD HMC 901289.90 Harmonia Mundi, 1988 report 2012.
- David + Jonathan, Anders J. Dahlin (David), Sara Macliver (Jonathan), Dean Robinson (Saül), Richard Anderson (Achis), David Parkin (l'Ombre de Samuel), Simon Lobelson (Joabel), Paul Mcmahon (la Pythonisse), Pinchgut Opera, Orchestra of the Antipodes, chœur Cantillation, dir. Antony Walker, 2 CD ABC Classics, 2009, cat. 4763691.
- David et Jonathas, Pascal Charbonneau (David), Ana Quintans (Jonathas), Neal Davies (Saül), Frédéric Caton (Achis), Krešimir Špicer (Joabel), Dominique Visse (la Pythonisse), mise en scène, Andreas Homoki, réalisation Stéphane Metge,  Les Arts Florissants, dir. William Christie, 1 DVD Bel Air classiques, 2012 (Festival d'Aix en Provence, juillet 2012). Récompenses, 4 ffff Télérama,  International Opera awards 2014.
- David et Jonathas, Reinoud van Mechelen (David), Caroline Arnaud (Jonathas), David Witczak (Saül), Francois-Olivier Jean (La Pythonise), Ensemble Marguerite Louise (Choeur & Orchestre), dirigé par Gaétan Jarry. 1 DVD, 1 Bluray, 2 CD CVS (Chateau de Versailles Spectacles, 2023). Diamant de Opéra Magazine, 5 Diapasons, Preis der Deutschen Shallplattenkritik…

## Source
- (en) Cet article est partiellement ou en totalité issu de l’article de Wikipédia en anglais intitulé « David et Jonathas » (voir la liste des auteurs).